# HD 20468
HD 20468 är en ensam stjärna belägen i den södra delen av stjärnbilden Perseus. Den har en skenbar magnitud av ca 4,82 och är svagt synlig för blotta ögat där ljusföroreningar ej förekommer. Baserat på parallaxmätning inom Hipparcosuppdraget på ca 2,8 mas, beräknas den befinna sig på ett avstånd på ca 1 180 ljusår (ca 360 parsek) från solen. Den rör sig bort från solen med en heliocentrisk radialhastighet på ca 2 km/s.

## Egenskaper
HD 20468 är en orange till gul ljusstark jättestjärna av spektralklass K2 II CN1. Den har en massa som är ca 7 solmassor, en radie som är ca 74 solradier och har ca 3 512 gånger solens utstrålning av energi från dess fotosfär vid en effektiv temperatur av ca 4 400 K.